# Viabilitat fetal
La viabilitat fetal és la capacitat d'un fetus per sobreviure fora de l'úter.

## Definicions
El potencial del fetus per sobreviure fora de l'úter després del part, natural o induït. La viabilitat fetal depèn en gran manera de la maduresa dels òrgans del fetus, i de les condicions ambientals.
Segons el Diccionari Enciclopèdic Webster,la viabilitat d'un fetus significa haver assolit una etapa de desenvolupament suficient per ser capaç de viure, en condicions normals, fora de l'úter. Hi ha viabilitat com una funció de les capacitats biomèdiques i tecnològiques, que són diferents en diferents parts del món. Com a conseqüència, no hi ha, en l'actualitat, en tot el món, una edat gestacional uniforme que defineixi la viabilitat.

## Llindars científics
No hi ha límit precís de desenvolupament, edat o pes en el qual un fetus humà es converteixi automàticament viable. D'acord amb estudis entre 2003 i 2005, del 20 al 35 per cent dels nadons nascuts a les 23 setmanes de gestació sobreviuen, mentre que el 50 a 70 per cent dels nadons nascuts a les 24 a 25 setmanes, i més del 90 per cent dels nascuts a les 26-27 setmanes sobreviuen. It is rare for a baby weighing less than 500g (17.6 ounces) to survive. A baby's chances for survival increases 3-4% per day between 23 and 24 weeks of gestation and about 2-3% per day between 24 and 26 weeks of gestation. After 26 weeks the rate of survival increases at a much slower rate because survival is high already.

Estadis en el desenvolupament prenatal, que mostren la viabilitat i punt del 50% de la probailitat de supervivència (límit de viabilitat) a sota. Les setmanes i els mesos per gestació.

| Setmanes de gestació completades al naixement | 21 i menys | 22    | 23     | 24     | 25     | 26     | 27   | 30   | 34   |
| Probabilitat de supervivència                 | 0%         | 0-10% | 10-35% | 40-70% | 50-80% | 80-90% | >90% | >95% | >98% |